# La Ferté-Milon
La Ferté-Milon é uma comuna francesa na região administrativa de Altos da França, no departamento de Aisne.